# Xylotrechus incurvatus
Xylotrechus incurvatus är en skalbaggsart som först beskrevs av Louis Alexandre Auguste Chevrolat 1863.  Xylotrechus incurvatus ingår i släktet Xylotrechus och familjen långhorningar.
Artens utbredningsområde är Taiwan. Inga underarter finns listade i Catalogue of Life.